# Tauno Majuri
Tauno Majuri (31 de octubre de 1907 – 17 de octubre de 1980) fue un actor finlandés.

## Biografía
Su nombre completo era Vilho Henrik Majuri, y nació en Víborg, Finlandia. Majuri sirvió en las Fuerzas Armadas de Finlandia entre 1925 y 1933, finalizando el servicio con el empleo de teniente, aunque durante la Segunda Guerra Mundial ascendió a capitán. Tras su período militar, Majuri trabajó como reportero para un periódico y para Yleisradio, y fue secretario de la Asociación de Esgrima de Finlandia, disciplina que enseñó en su ciudad natal, en el Colegio Viipurin Musiikkiopistossa. 
Majuri conoció a Regina y Rakel Linnanheimo en los años 1930 y, gracias a ellas, al director Valentin Vaala. Este seleccionó a Majuri para actuar en la película Helsingin kuuluisin liikemies (1934). Desde 1938 empezó a tener papeles protagonistas, como fue el caso de las producciones de Suomi-Filmi Poikamiesten holhokki y Aktivistit. Majuri fue uno de los actores permanentes del estudio entre 1940 y 1946, rodando varias comedias dirigidas por Vaala e interpretadas junto a Lea Joutseno.
Majuri pasó a ser actor independiente en 1946, y a comienzos de la siguiente década su carrera empezó a declinar. En los años 1960 trabajó como director gerente de la empresa Kiinteistösiivous Oy, fundada por él mismo, y que cesó sus actividades en 1975. Majuri se retiró en 1972, a los 65 años de edad.
Tauno Majuri falleció en Helsinki, Finlandia, en el año 1980. Había estado casado con la actriz Kaisu Leppänen entre 1937 y 1943 y, tras divorciarse, se casó con Elma Eklund.

## Filmografía
- 1934 : Helsingin kuuluisin liikemies
- 1935 : Roinilan talossa
- 1937 : Kuriton sukupolvi
- 1938 : Poikamiesten holhokki
- 1938 : Jääkärin morsian
- 1939 : Vihtori ja Klaara
- 1939 : Aktivistit
- 1939 : Vihreä kulta
- 1940 : Kyökin puolella
- 1940 : Poikani pääkonsuli
- 1941 : Morsian yllättää
- 1941 : Poretta eli Keisarin uudet pisteet
- 1942 : Synnin puumerkki
- 1942 : Kuollut mies rakastuu
- 1943 : Neiti Tuittupää
- 1943 : Tositarkoituksella
- 1944 : Herra ja ylhäisyys
- 1945 : Vuokrasulhanen
- 1945 : Valkoisen neilikan velho
- 1946 : Synnin jäljet
- 1946 : Menneisyyden varjo
- 1947 : Pikajuna pohjoiseen
- 1948 : Läpi usvan
- 1948 : Irmeli, seitsentoistavuotias
- 1949 : Pontevat pommaripojat
- 1952 : Yö on pitkä
- 1952 : Rikollinen nainen
- 1953 : Pekka Puupää kesälaitumilla
- 1953 : Maailman kaunein tyttö
- 1953 : Kuningas kulkureitten
- 1953 : Kasvot kuvastimessa
- 1954 : Rakastin sinua, Hilde
- 1954 : Oi, muistatkos...
- 1954 : Kasarmin tytär
- 1957 : Risti ja liekki
- 1957 : Pikku Ilona ja hänen karitsansa
- 1957 : Pekka ja Pätkä salapoliiseina
- 1959 : Patarouva
- 1962 : Se alkoi omenasta
- 1963 : Teerenpeliä
- 1965 : Täällä alkaa seikkailu